# سيليس (جيان)
بلدية سيليس (بالإسبانية: Siles) هي بلدية تقع في مقاطعة جيان التابعة لمنطقة أندلوسيا جنوب إسبانيا.
هذه المدينة لديها اهمية تاريخية كبيرة، حيث كانت أحد الحصون الحدودية المهمة قبل فتح الأندلس . ولم تفقد اهميتها بعد الفتح وحتي اثناء حصار يوسف الأول.

## الديموغرافيا
بلغ عدد سكان بلدية سيليس 2.451 نسمة عام 2011 (وفقاً للمعهد الوطني للإحصاء الإسباني).
| 2.871 | 2.728 | 2.521 | 2.477 | 2.466 | 2.438 | 2.451 |